# باشگاه فوتبال هاسوکس
باشگاه فوتبال هاسوکس (به انگلیسی: Hassocks Football Club) یک باشگاه فوتبال در شهر هاسوکس، کشور انگلستان است که در سال ۱۹۰۲ میلادی تأسیس شده‌است.